# لینا بسکت
لینا بـَسکِت (انگلیسی: Lina Basquette؛ ‏ ۱۹ آوریل ۱۹۰۷ – ۳۰ سپتامبر ۱۹۹۴) بازیگر، بالرین و نویسنده اهل ایالات متحده آمریکا بود.

## گزیده فیلمشناسی
از فیلم‌ها یا برنامه‌های تلویزیونی که وی در آن نقش داشته‌است می‌توان به آثار زیر اشاره کرد.
- کفش (۱۹۱۶)
- دام (۱۹۲۸)
- گولدی (۱۹۳۱)
- لذت (فیلم ۱۹۳۱) (۱۹۳۱)
- هارد اومبره (۱۹۳۱)
- ترس آریزونا (۱۹۳۱)
- بوکانیر (۱۹۳۸)
- چهار مرد و یک نیت خیر (۱۹۳۸)